# جنب شكاعي
جنب شكاعي أو شويكة أو عجول أو عطاف أو شكاعي أو خشیات أو عقول أو شوكة بیضا (الاسم العلميFagonia indica)، نوع نبات من الفصيلة الرطراطية.

## الوصف النبات
عشب معمر يصل ارتفاعه إلى 80 سم، الساق خشبية وتتفرع كثيرا، دائرية المقطع ومحفورة، العقد منتفخة. الأوراق بسيطة بيضية إلى رمحية الشكل، حادة، 8-15 مم في طول، أعناق الأوراق مختلفة بعض الوراق تتحول إلى أشواك تزيد عن طول الوراق، الأزهار مفردة أبطية، حامل الزهرة 8-3 مم في الطول، البتلات زهرية إلى بنفسجية اللون، ملساء لها شكل مخلبي قصير، الأسدية 10 وصفراء اللون. الثمرة علبة خماسية الأجزاء، 3-5 مم طولًا و2-5 مم عرضًا، لها شعيرات ناعمة قصيرة، القلم باق مع الثمرة. البذور دائرية مفلطحة وبنية اللون.

## الأنتشار الجغرافي
ينتشر النبات بكثرة في دولة الإمارات ويوجد في المسطحات الرملية والرسوبية كما توجد بعض الأنواع في المناطق الحصوية والجبلية، واسع الأنتشار في مناطق العالم المدارية من الهند إلى أفريقيا ويوجد في تشيلي وأمريكا.